# Chris Platin
Chris Platin (fullständigt namn Kerstin Poijes Platin), född Häggström den 26 september 1924 i Karlskoga, död den 10 augusti 2008 i Stockholm, var en svensk PR-kvinna, särskilt känd under 1960- och 1970-talen. Hon var bland annat informations- och reklamchef för koncernen Kooperativa Förbundet (KF). Hon deltog även i den stora kulturfestivalen i Skövde på 60-talet. Efter en karriär i USA och Sydamerika som inspicient i filmindustrin, bland annat i tjänst hos Errol Flynn, återkom hon till Sverige där hon, innan hon övergick till PR-branschen, bland annat var scripta för Ingmar Bergman samt för ett antal svenska filmkomedier i skarven 1940/1950-tal.
Platin startade med andra ledande Stockholmskvinnor välgörenhetsorganisationen Stadsbrudskåren, vilka bland annat lyckades förbättra belysningen i Humlegården. Chris Platin var Stadsbrud nr 1 och kårens första styrelseordförande. En son till Chris Platin är Pontus Platin. Hon är begravd på Galärvarvskyrkogården i Stockholm.